# ميثاق التعايش مع الربو والحساسية

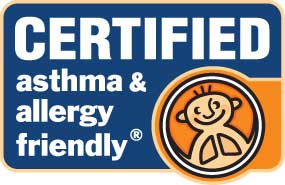

ميثاق التعايش مع الربو والحساسية يعتبر علامة مسجلة تعطي وفقا لمعايير محددة بالاشتراك مع منظمات علاج الربو والحساسية غير الربحية، وتعطي هذه العلامة للمنتجات التي اجتازت مرحلة الاختبار والتقييم .

## الهدف
وقد انشئ هذا البرنامج كاختبار علمي للتعرف علي المنتجات الاستهلاكية المناسبة للمصابين بالربو والحساسية.

## التوصيات
إن تجنب محفزات الربو والمواد المثيرة للحساسية أصبح معروفا لدي الكثير من الأطباء والباحثين كقسم متكامل من خطة إدارة الربو ، وعلي الرغم من وجود بعض النقاشات فيما إذا كان تجنب الغبار سوف يؤدي إلي نتيجة من الناحية الطبيه، فقد نتج عن هذا النقاش توصية من قبل المعهد الوطني للقلب والرئة والدم بأن خطة إدارة الربو والحساسية يجب أن تشمل تجنب لأكبر عدد ممكن من مسببات الحساسية التي يكون الفرد حساساً لها، ويؤكد هذا التقرير وغيره أيضا أنه لا يوجد إجراء محدد واحد كافٍ للحد من مسببات الحساسية . من الضروري وضع خطة للحد من مسببات الحساسية والتي تشمل مجموعة متنوعة من أساليب معالجة الربو .